# رونالد فيندلاي
رونالد فيندلاي هو اقتصادي ميانماري، ولد في 1935.